# 甜蜜杀机
《甜蜜杀机》（英語：Sweet Alibis），台湾喜剧警匪片，导演连奕琦，由楊琬茜擔任音樂總監，主演苏有朋、林依晨、吴中天、林柏宏及朱芷莹。

## 劇情大綱
資深刑警王志毅（蘇有朋飾），辦案效率奇差，婚姻介紹的相親照看得比嫌犯照還認真，對危險的任務預感奇準，總能在適當的時刻拉肚子躲警報。但這一次，一向不被長官器重的志毅，突然被指派一項超級任務──監視剛從警校畢業的新進同事高依萍（林依晨飾）。原來高依萍是警察署長的女兒，署長說不動女兒放棄當警察，只好細心挑選女兒的搭擋。經過考量，擅於閃躲任務、求安全的志毅正是最佳人選！
從搭擋的第一天起，兩人就被上司故意發配處理閒差，志毅樂得開心，依萍的熱情卻被澆了一大盆冷水。依萍的滿腔熱血，碰上了志毅的屌兒啷噹，兩人成天鬥嘴，成了水火不容的冤家搭擋。然而，他們卻在一樁調查社區小狗意外死亡案件的過程中，誤打誤撞地查到遭通緝毒販草紙的下落，也因而捲入一起連續兇殺案。
第一次碰到棘手的案子，依萍興奮地想要要揪出幕後兇手以證明自己，志毅卻一心只想把依萍拉出危險以求自保。這對冤家在拉扯之間，漸漸捲入整個案件的核心，卻也隨著破案線索的一一浮現，在兇手呼之欲出之際，陷入連他們自己都不自知的危險中。

## 演員
| 演员   | 角色                    | 备注 |
| 林依晨 | 高依萍                  | 菜鳥女警，女主角。個性積極思慮敏銳，但說話與情緒表達都太過直接常得罪前輩。署長的掌上明珠。                |
| 苏有朋 | 王志毅                  | 資深警官，男主角。 父母雙亡，與侄子王俊偉相依為命。生性膽小，晉升至今仍未開過一槍，後為救依萍而開槍。     |
| 吴中天 | 草纸（弟） 吳中天（兄） | 草紙：警方正努力緝捕的黑道手下，犯下電影院槍擊案並取走黑金。 吳中天：草紙之兄，當紅演員，跟弟弟長年疏遠。 |
| 雷洪   | 莊主                    | 掌管「愛情莊」，在其掩護下行不法之事。後誤食毒巧克力死亡。郎祖筠(紅姐)的情人。                            |
| 郎祖筠 | 红姐                    | 全案重要關係人。男變女的變性人，變性前是知名大毒梟。最後醫院院方誤用陳東生前偷準備的毒藥為其吊點滴而亡。  |
| 马念先 | 火隆                    | 分隊長，資質平庸。與狗主人有非凡關係。                                                                    |
| 朱芷莹 | 叶晓玲                  | 陳東之妻，罹患肺癌第三期。雖然痊癒但最後與陳東一起遭紅姐槍殺。                                            |
| 林柏宏 | 王俊伟                  | 志毅的侄子，個性羞怯。和志毅的關係和諧，但並不交心。喜歡谷佑心，受陳東誘騙成為製毒共犯。                  |
| 杜姸   | 谷佑心                  | 的女朋友，活潑但膚淺。利用王俊偉替她製造安非他命。                                                        |
| 阿KEN  | 陈东                    | 全案主謀，學校化學老師，為了取財治療妻子而製毒，後與妻子皆被紅姐槍殺。                                    |
| 高盟杰 |                         | 莊主的手下之一，總想從老大手中分一杯羹，後與谷佑心雙雙死在Motel。                                         |
| 林佳陵 | 秦燕慧                  | 狗主人，愛狗成痴的典型都會女性，火龍的地下情人。                                                          |
| 陶傳正 | 警政署長                | 警政署署長，高依萍的爸爸，犯有消化性潰瘍。                                                                |

## 曲目
| 曲序 | 曲目                   |                | 作曲           | 歌手   |
| ---- | ---------------------- | -------------- | -------------- | ------ |
| 1.   | 《老天有眼》（主题曲） | 顧英德、吳世勳 | 張大慶、馬念先 | 苏有朋 |

原曲為臺灣電視公司紅極一時的警匪電視劇《天眼》及臺灣電影《脂粉奇兵》主題曲，原唱者為黑寶。

## 獎項
| 頒獎典禮     | 獎項       | 名字   | 結果 |
| ------------ | ---------- | ------ | ---- |
| 第51屆金馬獎 | 最佳女配角 | 郎祖筠 | 提名 |

## 花絮
该片在台湾高雄市取景。景點以果貿社區為主，亦有高雄捷運車站內場景。
该片在国际妇女节之前上映，票房和口碑都不错。